# Јањина (округ)
Округ Јањина је округ у периферији Епир и истоименој историјској покрајини Епир у северозападној Грчкој. Управно средиште округа је истоимени град Јањина.
Округ Јањина је успостављен 2011. године на месту некадашње префектуре, која је имала исти назив, обухват и границе.

## Природне одлике
Округ Јањина је континентална префектура Грчке и један од највећих. То је и разлог великог броја суседа датог округа. Северна граница округа је део границе Грчке према Албанији. Са запада се Јањински округ граничи са округом Теспротија, на југу са окрузима Превеза и Арта, на истоку са окрузима Трикала и Гревена и на североистоку са округом Касторија.
Највећи део округа Јањина је планински и укључује неколико важних планина у оквиру ланца Пинда — Грамос и Тимфи на североистоку, Лакиос на истоку, Херовуни на југоистоку. Највиши врхови су близу 2.500 м надморске висине. Северније планине у округу су шумовите и туристичке привлачне, посебно део познат као Загорија. Северни део је и богатији токовима и ту се налзи и месна најважнија река Аос. Средишњи део префектуре је најпогоднији за живот, јер је знатно нижи (400-500 м н. в.) од околних брда. Ту се налази Јањинско језеро са градом Јањина. Област Јањине пресеца савремени пут Игњација, иако се стара траса пута налази северније, у Албанији.
Клима у округу Јањина је у најнижим деловима измењена варијанта средоземне климе, у средишњем делу због знатне висине континентална, да би на још већим висинама прешла у планинску.

## Историја
У доба антике ова област је била део подручја старе Грчке, али изван главних историјских токова. У каснијим епохама долази владавина Римљана, затим Византинаца и на крају Турака Османлија. Иако су месни Грци били веома активни током свих побуна против Турака, ово подручје поново постало део савремене Грчке тек 1913. године. После тога дошло је до исељавања месног муслиманског становништва. Други светски рат и Грађански рат у Грчкој су тешко погодили ову област, поготво њен север са бројнијим заједницама Аромуна. Префектура је протеклих деценија била осавремењена, али то није спречило исељавање становништва из њеног већег дела, поготово из планинског подручја на северу и истоку. Последњих година најважнија месна ствар је изградња савременог ауто-пута Игњација.

## Становништво
Према најновијем попису из 2011. године округ Јањина је имао око 167.901 становника, од чега око 40% живи у седишту округа, граду Јањини.
Етнички састав: Главно становништво округа су Грци, а званично признатих историјских мањина нема. И поред тога мања заједница Цинцара у источном делу (Мецовон), заједница Рома и мања скупина новијих досељеника.
Густина насељености је око 35 ст./km², што је значајно мање од просека Грчке (око 80 ст./km²). Равница око Јањине је много боље насељена него планинско подручје Пинда на истоку.

## Управна подела и насеља
Округ Јањина се дели на 8 општина:
1. Додони
2. Загори
3. Зица
4. Јањина
5. Коница
6. Мецовон
7. Погони
8. Северна Цумерка

Јањина је највеће насеље и једини значајан град (> 10.000 ст.) у округу. Поред тога, врени помена су и градићи Мецовон и Коница.

## Привреда
Округ Јањина је као планинско подручје традиционално везана за сточарство и шумарство. Занати и индустрија налазе се највише у граду Јањини и околини. Последњих година због својих бројних природних предела без људског утицаја подручје је све више привлачно за екотуризам (Мецовон, Загорија, Национални парк „Викос-Аос"). Посебно се истиче област Мецовона, као најважније зимско скијашко одредиште у Грчкој.